# لایناتال
لایناتال (به آلمانی: Leinatal) یک شهر در آلمان است که در گوتا واقع شده‌است. لایناتال ۳٬۸۹۶ نفر جمعیت دارد.